# Лиго (Лигская волость)
Ли́го (латыш. Līgo) — населённый пункт в восточной части Латвии, расположенный в Лигской волости Гулбенского края. До 1 июля 2009 года входил в состав Гулбенского района.
Является центром Лигской волости. Через село протекает река Асарупе, образующая искусственный водоём.
Расстояние до города Гулбене составляет около 23 км. По данным на 2015 год, в населённом пункте проживало 193 человека.

## История
Современное поселение находится на территории, некогда принадлежавшей Лигскому полупоместью.
В советское время населённый пункт был центром Лигского сельсовета Гулбенского района. В селе располагался колхоз им. Л. Паэгле.
В Лиго имеется магазин, Силтайская начальная школа, библиотека, Дом культуры, фельдшерский пункт, почтовое отделение.